# Otto II van Brunswijk
Otto II van Brunswijk-Lüneburg (circa 1364 - 30 juni 1406) was van 1388 tot 1395 bisschop van Verden en van 1395 tot aan zijn dood aartsbisschop van Bremen. Hij behoorde tot het Oudere Huis Brunswijk, een zijtak van de Welfen-dynastie.

## Levensloop
Otto II was de tweede zoon van hertog Magnus II van Brunswijk-Lüneburg uit diens huwelijk met Catharina, dochter van vorst Bernhard III van Anhalt-Bernburg. Hij werd voorbestemd voor een kerkelijke loopbaan: van 1383 tot 1388 was hij proost van de Sint-Blasiuskerk in Brunswijk, in 1384 werd hij vicedominus in Halberstadt en hij was eveneens kortstondig aartsdiaken van Balsamgau. In de zomer van 1388 schreef hij zich in aan de Universiteit van Heidelberg en na de dood van Johan van Zesterfleth werd hij onder invloed van zijn broer Frederik I van Brunswijk-Wolfenbüttel en de graaf van Hoya tussen december 1388 en maart 1389 tot bisschop van Verden verkozen. In mei 1389 werd zijn verkiezing bevestigd door de paus, maar hij werd pas in 1394 tot bisschop gewijd, aangezien hij nog niet de vereiste minimumleeftijd had bereikt. In 1390 wijdde hij de Dom van Verden in, waarvan bisschop Koenraad eind 13e eeuw de bouw had bevolen. Als bisschop van Verden handelde hij echter eerder in het belang van het aartsbisdom Bremen en zijn familie dan in die van zijn bisdom.
Zijn oom Albrecht scheen hem de zetel van aartsbisschop van Bremen toegezegd te hebben om het aartsbisdom in handen van de Welfen te houden, maar benoemde Otto nooit tot coadjutor. Hij startte al voor de dood van zijn oom onderhandelingen met de paus, om naast aartsbisschop van Bremen ook bisschop van Verden te kunnen blijven. Toen Otto na de dood van Albrecht in 1395 tot aartsbisschop van Bremen werd verkozen, heerste er in het domkapittel verdeeldheid over de vraag of hij tegelijk bisschop van Verden mocht zijn. Otto werd door de paus tot aartsbisschop van Bremen benoemd, maar hij werd als bisschop van Verden vervangen door Diederik van Nieheim, waartegen hij lang verzet bood. Tot zijn bezittingen in Bremen hoorden onder andere de strategisch belangrijke burcht van Rotenburg.
Otto erfde een economisch afgetakeld, maar vredevol aartsbisdom. Tijdens zijn ambtstermijn wist hij de vrede te bewaren en in 1397 kon hij een achtjarige landsvrede onderhandelen. Zijn goede band met zowel het domkapittel als de opkomende stad Bremen speelde daarin een belangrijke rol. Ook wist Otto de meeste sloten en landgoederen van de stiftadel terug in te nemen, enkel Langwedel moest hij terugkopen.
Otto II stierf in juni 1406, na twee jaar ziek te zijn geweest. Hij werd bijgezet in de Dom van Bremen.
- Gemeinsame Normdatei: 143346741
- Virtual International Authority File: 164157764